# Екібастузький кам'яновугільний басейн
Екібастузький кам'яновугільний басейн (Екібастузьке вугільне родовище) — у  Баянаульському районі, Павлодарська область, Казахстан. Поблизу басейну проходить залізнична магістраль Павлодар— Астана, канал Іртиш-Караганда і автострада Павлодар — Караганда. 

## Історія
Екібастузький вугільний басейн відкритий в 1876.  Розробляється з 1893 р., промислова розробка басейну ведеться з 1955 р.
Геологорозвідувальні роботи інтенсивно проводилися з 1940 і була з'ясована можливість відкритої розробки вугілля. У 1948 почато будівництво першого вугільного розрізу, зданого в експлуатацію в 1954.

## Характеристика
Приурочений до замкнутої улоговини пл. 155 км² довжиною 24 км і максимальною шириною 8,5 км. Загальні геологічні запаси вугілля близько 10 млрд т. 
Балансові запаси вугілля 7,8 млрд т. Ресурси басейну становлять 12,2 млрд т. Вугілля у відкладах кам'яновугільного періоду. Максимальна глибина залягання продуктивних відкладів до 700 м. Промислове значення мають 6 пластів, 3 з них — робочі. Вугілля в основному гумусове, має високу зольність (30-50 %).
Низької і середньої стадій метаморфізму, важкозбагачуване, використовується як енергетичне паливо.
Обрамлення і фундамент Екібастузького вугільного басейну представлені нижньодевонськими вулканогенними утвореннями. Вугленосна формація нижнього (візе, намюр) і середнього карбону, підстилають її морські відкладення середнього і верхнього девону, нижнього (турне) карбону складають брахісинкліналь, обмежену з північного-сходу і південного-заходу великими подовжними розломами. Залягання порід на бортах брахісинкліналі пологе 9—30°); на площах, прилеглих до розломів, — круте (до переверненого), ускладнене розривами. Потужність нижнього (непродуктивного) комплексу осадових порід близько 1000 м, верхнього (продуктивного) до 1690 м. Низи вугленосної формації (аккудукська і ашлярикська свити) у верхніх горизонтах містять прошарки вуглистих порід і вугілля.
У карагандинській світі (до 600 м) і надкарагандинській світі (до 390 м), що складають центральну частину брахісинкліналі на площі 74 км², міститься відповідно 11 і 9 вугільних пластів; промислове значення мають три потужні пласти карагандинської свити, що зближують: нижній (3-й) 84—108 м (сер. 95 м), середній (2-й) 33—43 м(ср. 38 м), верхній (1-й) 20—25 м (сер. 22,5 м). Вугільні шари потужністю до 1,5 м чергуються з прошарками піщано-глинистих і вуглистих порід потужністю від декількох мм до декількох м. 1-й і 2-й пласти характеризуються компактнішою будовою.    
Вугілля гумусове, кам'яне. За промисловим маркуванням зачислені до слабоспікливого (марка СС). Характеризуються високою зольністю, що збільшується вниз по розрізу вугленосної товщі, і важкою збагачуваністю. Зольність концентрату вугілля (з щільністю менше 1,8 г/см³) змінюється від 28% (пласт 1) до 35% (пласт 3).

## Технологія розробки
Вугілля на всій площі і глибині залягання придатне для видобування відкритим способом. Видобуток вугілля в 1975 становив 45,8 млн т. Загальна потужність вугільних розрізів досягла (1976) 52 млн т. Вугілля використовують як енергетичне паливо для великих електростанцій (пилоподібне спалювання) Середнього і Південного Уралу і Казахстану. Екібастузький вугільний басейн — найважливіша частина Павлодар-Екібастузького територіально-виробничого комплексу (ТВК). Діють 2 вуглерозрізи.